# Sean Reinert
Sean Reinert (ur. 27 maja 1971 w Long Beach w Kalifornii w USA, zm. 24 stycznia 2020) – amerykański muzyk i multiinstrumentalista, wirtuoz instrumentów perkusyjnych, wokalista oraz gitarzysta. Znany z występów w grupach muzycznych: Cynic, Death, Gordian Knot, Portal, Aghora i Æon Spoke, oraz współpracy z takimi muzykami jak: Chuck Schuldiner, Eyal Levi, Emil Werstler, Steve DiGiorgio, Sean Malone czy Paul Masvidal.
W wywiadzie udzielonym w 2014 roku dla czasopisma Los Angeles Times muzyk publicznie poinformował, że jest gejem.

## Instrumentarium
| Bębny Tama Starclassic Performer - 16"x20” Bass Drum - 5.5"x14” Snare Drum - 7"x8” Tom Tom - 8"x10” Tom Tom - 10"x12” Tom Tom - 12"x14” Tom Tom Osprzęt - Tama Speed Cobra (HP910LSW) - Tama Iron Cobra Lever Glide Hi-Hat Stand |  | Talerze Sabian - HHX Chinese 18” - HHX Stage Hats 14” - HHX Legacy Ride 20” - HHX Legacy Crash 17” - HHX Evolution Hats 13” - Encore Ride 20” - HHX Evolution Crash 16” - HHX Legacy Crash 18” |

## Dyskografia
- Death − Human (1991, Relativity Records)
- Cynic − Focus (1993, Roadrunner Records)
- Sean Malone − Cortlandt (1996, AudioImage Records)
- Gordian Knot − Gordian Knot (1999, Sensory Records)
- Aghora − Aghora (2000, Dobles Records)
- Gordian Knot − Emergent (2003, Sensory Records)
- Æon Spoke − Above the Buried Cry (2004, Mercystrol Records)
- Aghora − Formless (2006, Dobles Records)
- Æon Spoke − Aeon Spoke (2007, Steamhammer Records, SPV GmbH)
- C-187 − Collision  (2007, Mascot Records)
- Cynic − Traced in Air (2008, Season of Mist)
- Cynic − Re-Traced (2010, Season of Mist)
- Levi/Werstler − Avalanche of Worms (2010, Magna Carta)